# Брацлавський воєвода
Брацла́вський воєво́да (лат. Palatinus Braclaviensiss, пол. Wojewoda Bracławski) — регіональний уряд (посада) в Короні Польській Речі Посполитої. Голова Брацлавського воєводства та один із його сенаторів — представників воєводства в Сенаті Речі Посполитої. Існувала з 1571 до 1795 року. Місце резиденції воєводи — Брацлав.

## Список

| Зображення | Ім'я | Роки Життя    | Початок | Кінець |
| ---------- | --- | ------------- | ------- | ------ |
|            | Роман Сангушко — польний гетьман литовський                                                                                       | бл. 1537—1571 | 1566    | 1571   |
|            | Андрій Вишневецький — волинський, брацлавський каштелян                                                                           | ?-бл. 1484    | 1571    | 1576   |
|            | Іван-Януш Збаразький — крем'янецький староста                                                                                     | ?-1608        | 1576    | 1608   |
|            | Ян Потоцький — староста генеральний подільський                                                                                   | 1555−1611     | 1608    | 1611   |
|            | Якуб Потоцький — староста генеральний подільський                                                                                 | 1554?—1613    | 1611    | 1613   |
|            | Олександр Заславський — староста генеральний подільський                                                                          | 1577—1629     | 1615    | 1628   |
|            | Стефан Потоцький — староста генеральний подільський                                                                               | 1568—1631     | 1628    | 1631   |
|            | Станіслав «Ревера» Потоцький — великий коронний гетьман                                                                           | 1569—1677     | 1631    | 1636   |
|            | Лукаш Жолкевський | бл.1594—1636  | 1636    |        |
|            | Миколай Потоцький — «Ведмежа лаба»                                                                                                | бл.1593—1651  | 1636    | 1646   |
|            | Домінік Александер Казановський                                                                                                   | 15..—1648     | 1646    | 1648   |
|            | Адам Кисіль — намагався знайти компромісні рішення у відносинах між Польщею і Гетьманщиною                                        | бл. 1600—1653 | 1648    | 1649   |
|            | Владислав Мишковський | 1600—1658     | 1649    | 1650   |
|            | Станіслав Лянцкоронський — скальський староста, галицький каштелян, руський воєвода, польний коронний гетьман                     | 1597—1657     | 1650    | 1652   |
|            | Пйотр Потоцький — летичівський староста, генерал подільських земель. Похований в Кам'янці-Подільському (костьол кармелітів босих) | 1622—1658     | 1652    | 1657   |
|            | Михайло Юрій Чорторийський — князь, дідич на Клевані та Жукові                                                                    | 1521—1592     | 1658    | 1661   |
|            | Анджей Потоцький — віницький староста                                                                                             | бл. 1518—1663 | 1662    | 1663   |
|            | Ян Потоцький — номінальний; власник Золотого Потоку, Бучача                                                                       | ?—1676        | 1673    | 1676   |
|            | Костянтин Криштоф Вишневецький | 1633—1686     | 1677    | 1678   |
|            | Марцін Замойський — львівський каштелян, подільський воєвода                                                                      | 1537—1689     | 1678    | 1682   |
|            | Миколай Леон Сапега | 1644—1685     | 1683    | 1685   |
|            | Ян Кшиштоф Ґніньський | 1647—1703     | 1685    | 1694   |
|            | Марцін Хоментовський | ?—1706        | 1694    | 1704   |
|            | Ян Александер Конєцпольський | 1635—1719     | 1704    | 1710   |
|            | Міхал Стефан Йордан | ?—1739        | 1710    | 1739   |
|            | Станіслав Свідзіньський — воєвода равський                                                                                        | 1684—1761     | 1739    | 1754   |
|            | Ян Каєтан Яблоновський — князь Священної Римської імперії                                                                         | 1699—1764     | 1754    | 1764   |
|            | Станіслав Любомирський | 1704—1793     | 1764    | 1772   |
|            | Мацей Лянцкоронський — граф, київський каштелян (1772)                                                                            | ?—1789        | 1772    | 1789   |
|            | Марцін Ґрохольський — брацлавський каштелян (1774)                                                                                | 1727—1807     | 1790    | 1795   |

- Григорій Санґушко гербу Погоня — після Романа Санґушка, помер 1575 року[2]
- Міхал Коссаковський гербу Слєповрон, прізвисько Корвін — призначений на посаду 17 березня 1794 р.; не виконував обов'язків через повстання Тадеуша Костюшка.[3]